# Segelclub Rhe

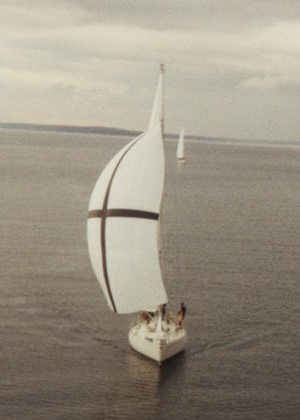
Clubyacht Rhe, Spinnaker mit Deutschordenskreuz

Der Segelclub Rhe e. V. (SC Rhe) ist ein deutscher Segelverein mit Sitz in Hamburg. Er wurde 1855 im preußischen Königsberg gegründet und ist der älteste bestehende deutsche Segelverein.

## Geschichte
Der Oberschüler Ernst Burow und acht Freunde gründeten 1855 im Burow-Haus in Königsberg i. Pr. den Verein. Zunächst wollten sie gemeinsam mit einem Fischerboot segeln, das Burow geschenkt bekommen hatte. Schon bald jedoch entwickelte sich der Segelclub Rhe zu einem großen und angesagten Königsberger Segelverein. Die zahlreichen Mitglieder segelten auf Club- und Eigneryachten und betrieben im Winter das Eissegeln.
An der Gründung des Deutschen Segler-Verbands und der Regatta-Vereinigung Ost war der Segelclub Rhe beteiligt.
Das heutige deutsche Segelführerschein-System leitet sich aus den Gepflogenheiten des Segelclubs Rhe bei der Ausbildung und Auswahl von Schiffern I. oder II. Klasse (vergleichbar C-Schein/Sporthochseeschifferschein oder B-Schein/Sportküstenschifferschein) ab.
Nach dem Zweiten Weltkrieg wurde der Segelclub Rhe von Mitgliedern in Hamburg-Blankenese weitergeführt, wo er heute im ehemaligen Wohnhaus von „Katrin“ Erna Springer, angrenzend an Axel Springers ehemaliges Zweithaus Landhaus Michaelsen, ansässig ist.
Mit dem Verein verbunden ist die aus Königsberg stammende Familie Scholz, die mit Harry Scholz, dessen Sohn Wolfgang Scholz und Enkel Klaus Peter Scholz mehrere Vorsitzende des Vereins stellte.
Im Januar 2024 hatte der Verein 262 Mitglieder.

## Aktivitäten
Wie bereits bei der Gründung steht auch heute noch das gemeinsame Segeln auf mittlerweile drei Clubyachten im Mittelpunkt des Vereinslebens. Die vereinsinterne Ausbildung beginnt für Kinder ab sieben Jahren mit Optimisten-Jollen auf der Außenalster setzt sich mit verschiedenen größeren Bootsklassen fort und führt über die Ausbildung auf längeren Seereisen bis zum Erwerb des Hochsee-Patents Sporthochseeschifferschein.
Auch zahlreiche Eigneryachten fahren unter dem Stander des Segelclubs Rhe.

Clubflagge in Königsberg
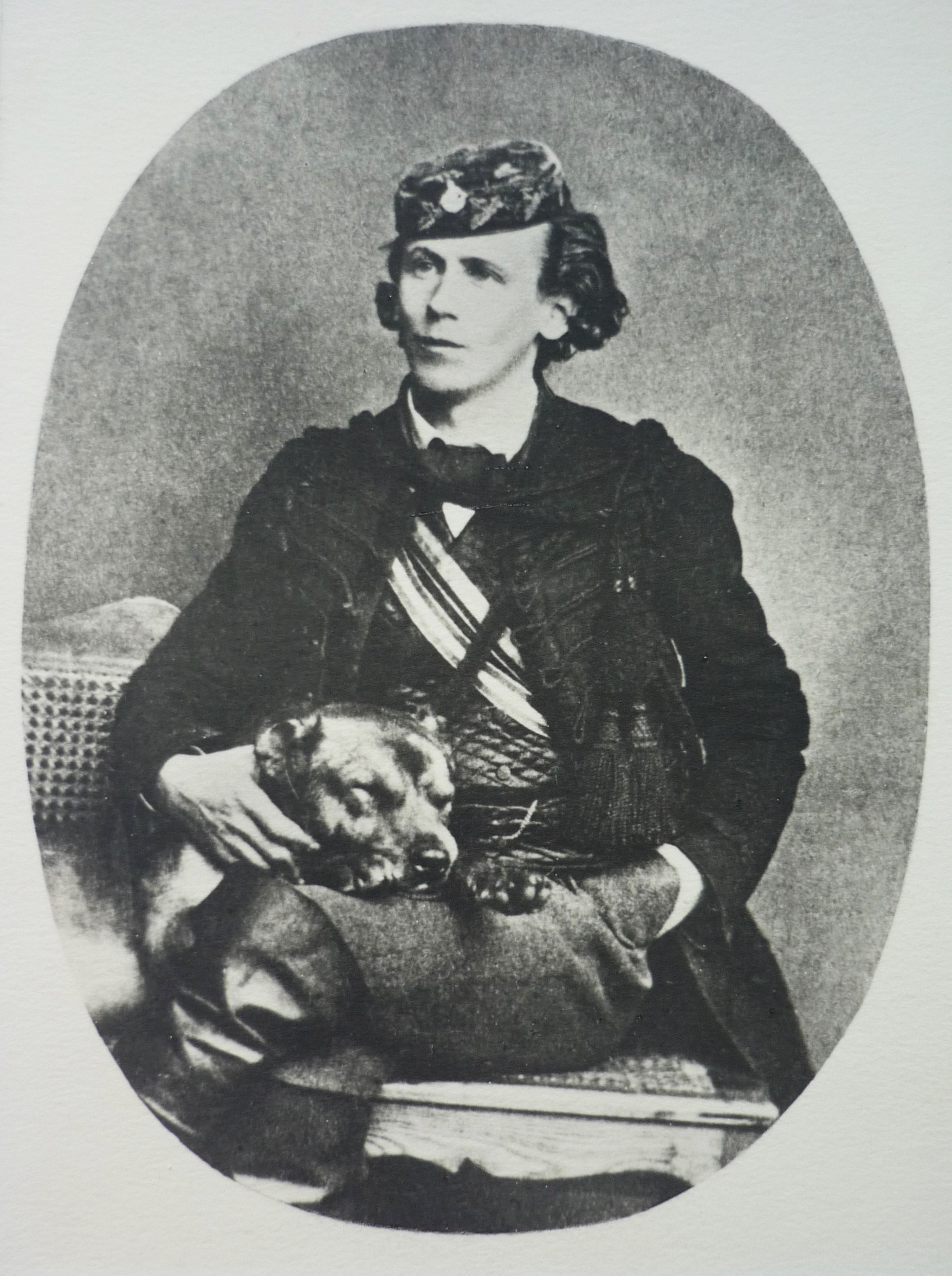
Ernst Burow